# 한국인 원폭 희생자 위령비

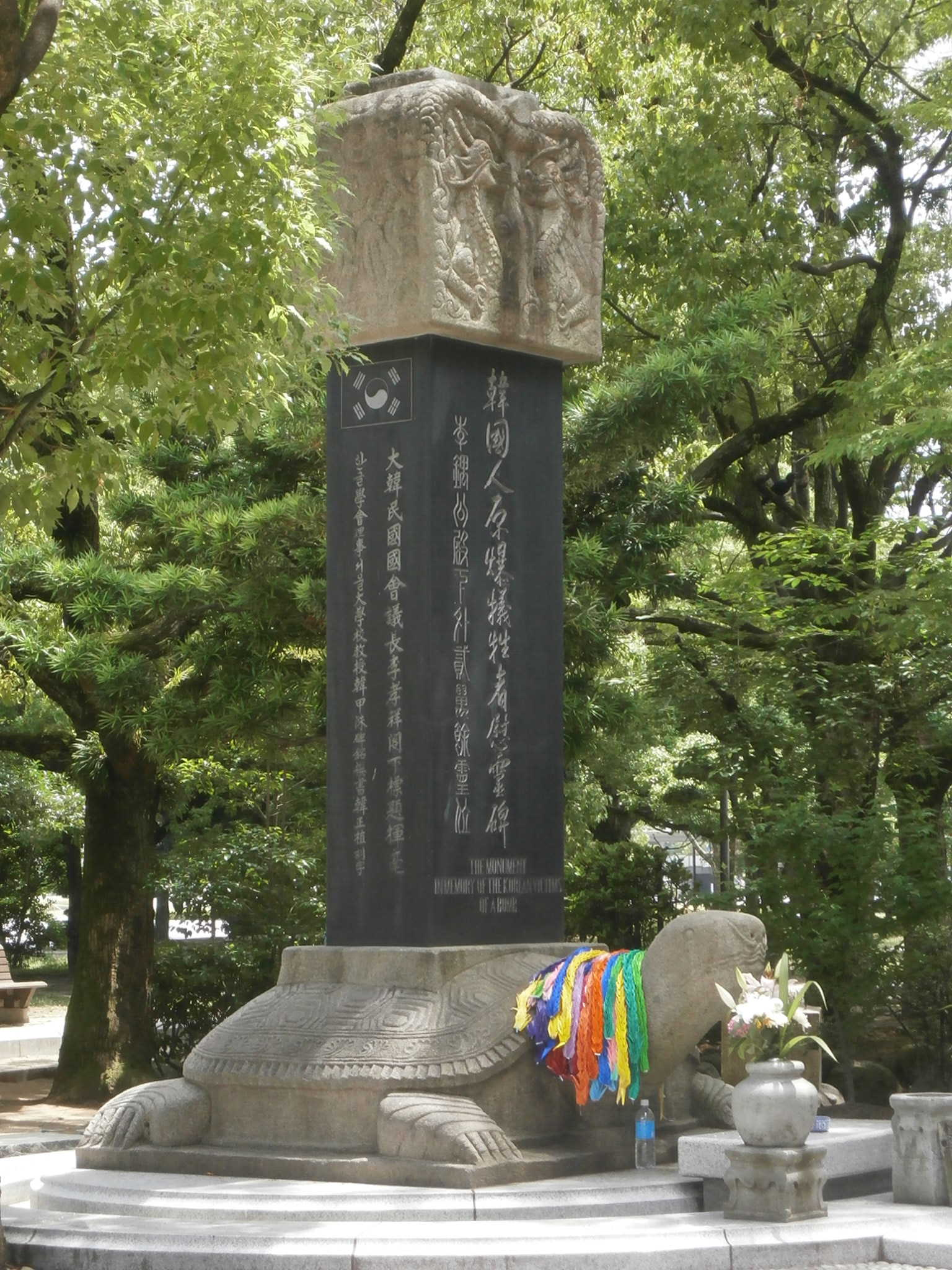
한국인 원폭 희생자 위령비

한국인 원폭 희생자 위령비(일본어: 韓国人原爆犠牲者慰霊碑)은 일본의 히로시마 평화기념공원에 있는 위령비이다.

## 개요
1970년 4월 10일에 재일본대한민국거류민단 히로시마 현 본부에 의해 ‘한국인 원폭 희생자 위령비’가 건립되었다. 비석 전면의 표제는 국회의장 이효상, 뒷면의 비문은 국문학자이자 서울대학교 교수 한갑수가 찬하였다. 히로시마시의 반대로 위령비의 히로시마 평화기념공원 내 건립이 어려워지자 이우가 피폭을 당한 후 발견된 장소였던 히로시마 혼가와의 아이오이 교 근처에 세워졌다. 1999년 7월 21일에 위령비는 히로시마 평화기념공원 안으로 이전되었다.